# Скорость жизни
Скорость жизни (англ. The Speed of Life) — американский драматический фильм, снятый Эдом Радтке и вышедший на экраны в 2007 году. В фильме снялся Джереми Аллен Уайт в роли Сэммера, скучающего подростка из Нью-Йорка, который крадёт видеокамеры у туристов и погружается в фантазии, основанные на кадрах, которые он на них находит. 
Премьера фильма состоялась 30 августа 2007 года на 64-м Венецианском международном кинофестивале, где он получил премию «Квир-лев» за лучший фильм на тему ЛГБТК на фестивале.